# フリソデウオ

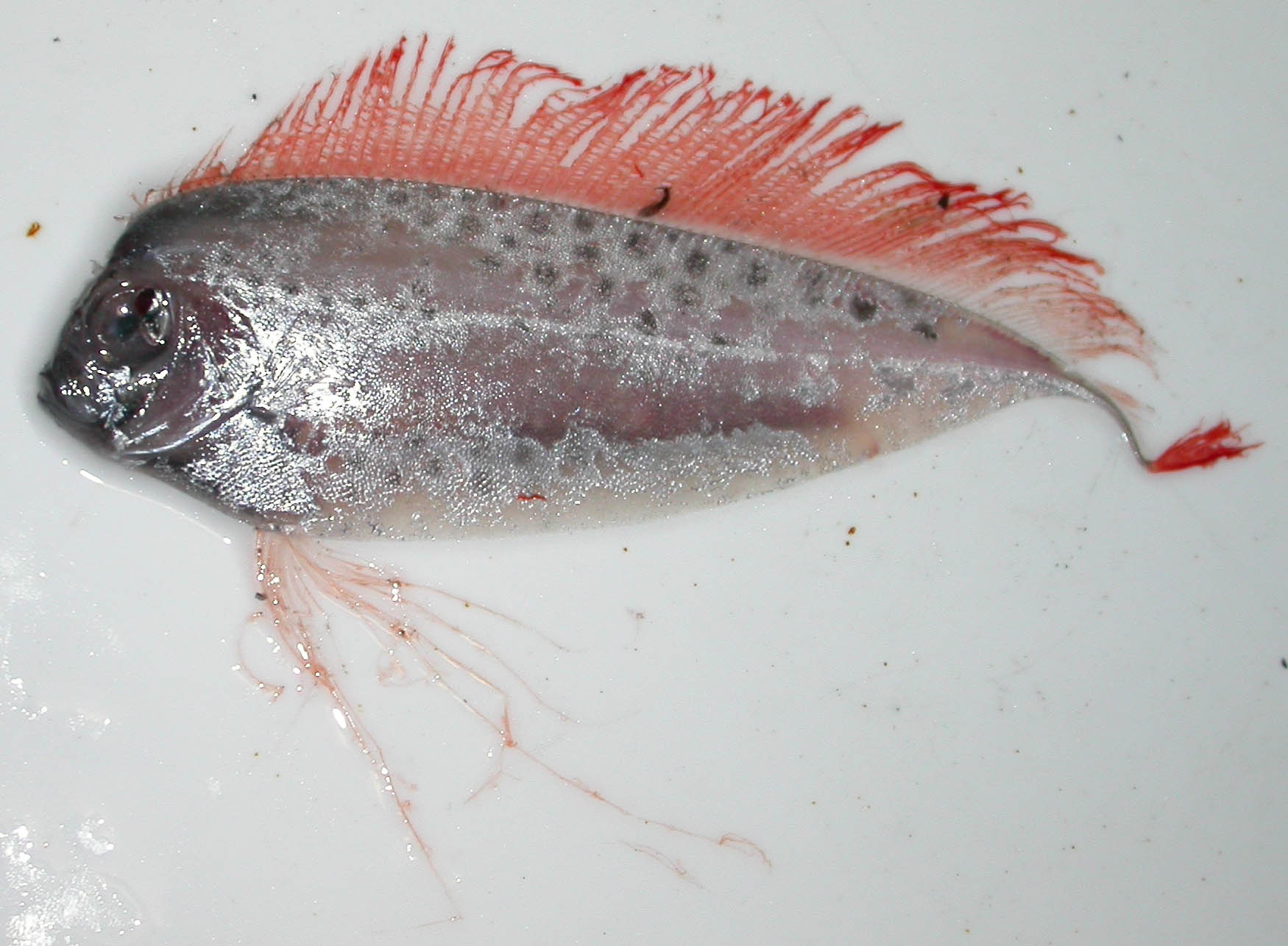
若魚

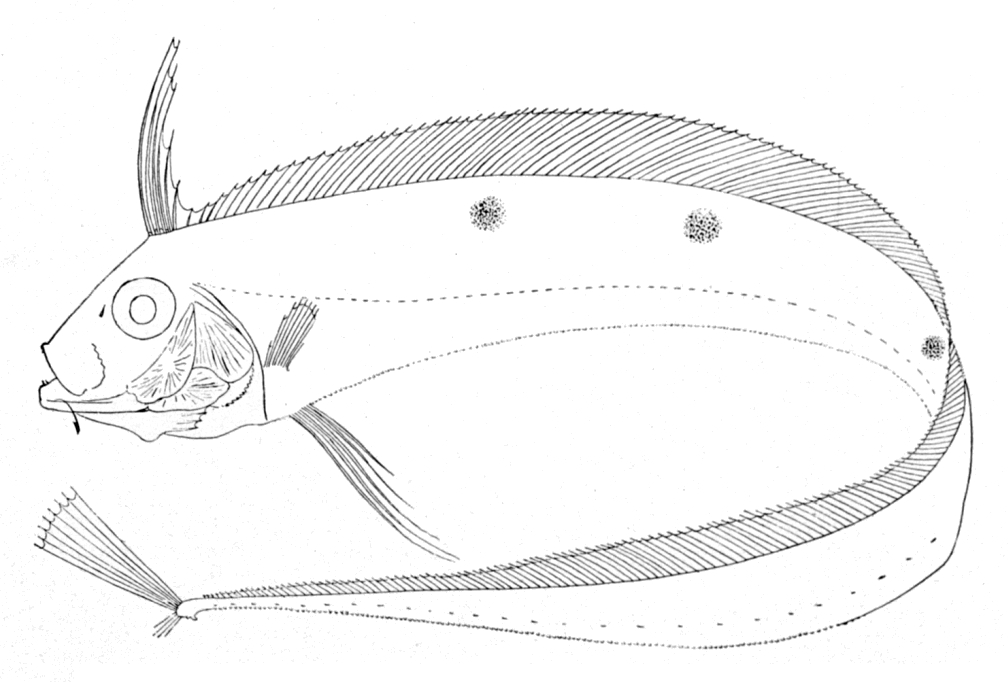
ユキフリソデウオの若魚

フリソデウオ（振袖魚 学名 Desmodema polystictum）は条鰭綱アカマンボウ目フリソデウオ科に属する魚類の一種。

## 生息地
北は北海道、南は高知県や、山口県沖の太平洋、日本海及び、類縁種が大西洋の熱帯海域の沖合中層域にすむ。
台風や大時化の後に、幼魚や成魚が稀に沿岸に漂着する。

## 特徴
紫色をおびた銀白色の体色で、背びれは朱色。成魚では体の前部は著しく側扁し、尾部がながく伸長する。眼は大きくて、眼径は吻長より大。尾びれは小さめで、幼魚時代は、腹びれと臀びれはない。
幼魚では尾部は伸長せず、発達した腹びれをもつ。沖合いの中層に住み、そこで立ち泳ぎのような姿勢になって、プランクトンや浮遊性の甲殻類を食べて暮らしていると言われる。
幼魚時代の姿は最初は頭部付近の背鰭が大きいが、成長と共にそれは短くなっていく。腹鰭も非常に大きく、振袖魚という和名は、この幼魚時代の腹鰭が着物の振り袖に似ていることから。
成魚になると、目立っていた腹鰭がすっかり退化してしまい、全く別の種類の魚のように見えてしまう。種的にも、身体面でも、生態面でも、同じアカマンボウ目の魚であるリュウグウノツカイに近く、稀にしか発見されない点も似ている。
また、成魚が体を波打たせるようにして泳ぐ姿も、振り袖に似ていない事もないと言われる。腹鰭が無くなり、推進力を背部の殆どを占める大きな背鰭に頼っている為に、遊泳力があまりない。成魚の体長は1mほどと比較的大型の魚類であるにもかかわらず、滅多に発見されない珍しい魚となっている。

## 近縁種

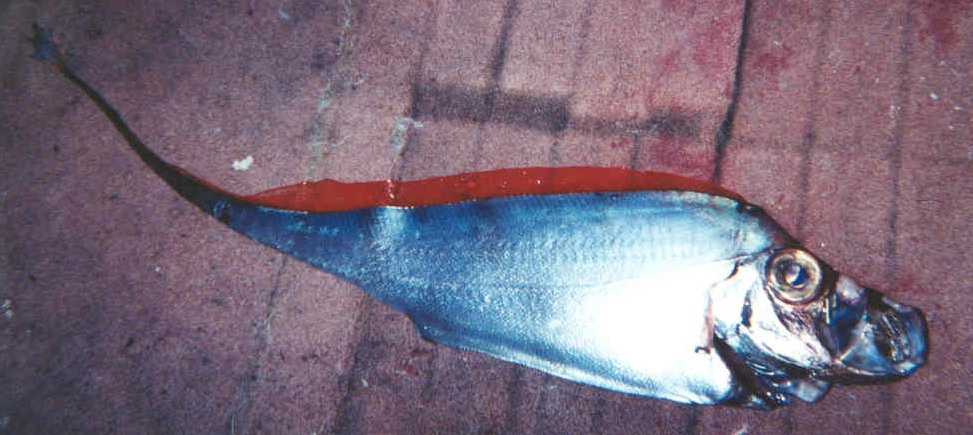
ユキフリソデウオ

日本近海にはフリソデウオ科の魚類で、次のような種がいる。
いずれも稀な魚類であり、人間生活に重要な関わりを持つ種はいない。
オキフリソデウオ　Desmodema lorum
本種に似ているが、成魚は頭部付近の背鰭が大型化することで見分けが付く。体長1mほど。幼魚時代は頭部背鰭が著しく伸びる。
ユキフリソデウオ　Zu cristatus
体長は1mほどになる。前種や本種に似ているが、幼魚時代は、体の背鰭付近に３つの斑文が現れる。
テンガイハタ Trachipterus trachypterus
体長2mを越える。幼魚時代は体各部の鰭が大きいが、成魚になると、背鰭と尾鰭以外は目立たなくなる。
サケガシラ Trachipterus ishikawae
体長2m以上の大型魚。本種だけが、幼魚時代の姿が判明していない。